# Ablabesmyia macrocercus
Ablabesmyia macrocercus es una especie de insecto díptero. Fue descrito por primera vez en 1910 por Kieffer. 
Pertenece al género Ablabesmyia, familia Chironomidae.

## Distribución
Se distribuye por Nepal.